# Bom Dia Portugal
O Bom Dia Portugal é um noticiário televisivo matutino português da RTP. É exibido todos os dias, começando às 06h00 de segunda a sexta - sendo que até ao dia 8 de setembro de 2023 começava meia hora mais tarde (às 6h30) durante os ditos dias úteis -, ou às 08h00 ao fim de semana. Terminando todos os dias da semana às 10h , exceto ao domingo, quando acaba meia hora mais tarde. Todos estes horários dizem respeito ao fuso horário de Lisboa. É apresentado alternadamente por João Tomé de Carvalho e Carla Trafaria de segunda a sexta-feira, e por Cristiana Freitas e Sandra Fernandes Pereira ao fim de semana. É o único programa regular emitido em simultâneo na RTP1 e RTP3. 
A primeira versão do Bom Dia Portugal teve início em 1982 e era apresentada por Raul Durão, Artur Albarran e Manuela de Sousa Rama. Foi pioneiro a nível europeu como programa do início da manhã (passando a emissão da RTP a iniciar-se às 08h00) e tinha vários convidados habituais. Além das notícias tinha espaços sobre meteorologia, trânsito, turismo, culinária, ginástica, os preços na praça, bricolage, astrologia, desenhos animados, etc. O programa foi emitido apenas durante 9 meses.
Entre 1991 e 1994, os estúdios da RTP no Porto produziram o Bom Dia, apresentado por Júlio Magalhães e Manuel Luís Goucha.
O programa viria a regressar à antena da RTP1, pela mão de Emídio Rangel, que tinha ingressado recentemente na estação pública - onde lhe foi atribuído o cargo de diretor-geral - em 28 de janeiro de 2002, com a atual designação e com um formato que apresentava bastantes semelhanças com o noticiário matutino da SIC Notícias, então apenas com um ano de existência. Foi a partir daqui que os noticiários passaram a ser um elemento indissociável do início das manhãs na televisão aberta portuguesa.
Apresentado por Alberta Marques Fernandes (naquela altura, recentemente chegada à RTP, da SIC), por João Tomé de Carvalho e por Patrícia Correia Lopes, o Bom Dia Portugal chegou mesmo a divulgar o trânsito a partir de um helicóptero, então uma absoluta novidade no país. O programa é líder de audiências desde o primeiro dia.[carece de fontes]
Inicialmente emitido apenas de segunda a sexta-feira, o Bom Dia Portugal começaria também a ser exibido ao sábado e ao domingo a partir de 20 de outubro de 2007. A edição de fim de semana do matutino é transmitida a partir do Centro de Produção do Porto.
A partir do dia 11 de setembro de 2023, o Bom Dia Portugal dos dias úteis passou a começar meia hora mais cedo, às 6h00, à mesma hora que o espaço informativo Manhã SIC Notícias (emitido em simultâneo pela SIC e pelo canal fechado SIC Notícias) e 15 minutos antes do noticiário Diário da Manhã, emitido pela TVI.
Existem duas rubricas fixas - e longevas - no Bom Dia Portugal: o Minuto Verde, da responsabilidade da Quercus, e o Bom Português, em que Carla Trafaria aborda várias pessoas na rua (normalmente, às portas da estação de metro do Campo Grande ou da Gare do Oriente, em Lisboa) para saber como estas escrevem e/ou como pronunciam as mais diversas palavras da língua portuguesa, entre outras questões relacionadas com a utilização do idioma. Uma vez por semana, o Bom Dia Portugal exibe a rubrica Boletim Polínico, dedicado às alergias.
O Bom Dia Portugal dos dias úteis divide-se em oito blocos noticiosos de cerca de meia hora cada.  Ao contrário dos outros noticiários generalistas da RTP1 (o Jornal da Tarde e o Telejornal), os blocos noticiosos do Bom Dia Portugal iniciam-se frequentemente com notícias do mundo do futebol, principalmente quando há jogos de destaque na Primeira Liga. Há dias em que as notícias do desporto ocupam cerca de metade do tempo de duração de algum dos blocos noticiosos do programa, o que não acontece com os noticiários concorrentes em sinal aberto (Manhã SIC Notícias, da SIC, e Diário da Manhã, da TVI).

## Apresentadores

### Atuais Aprestadores
| Anos          | Apresentador             | Dias           |
| ------------- | ------------------------ | -------------- |
| 2002-presente | João Tomé de Carvalho    | Dias úteis     |
| 2010-presente | Carla Trafaria           | Dias úteis     |
| 2007-presente | Sandra Fernandes Pereira | Fins de semana |
| 2011-presente | Cristiana Freitas        | Fins de semana |

### Antigos Apresentadores
- Raul Durão
- Artur Albarran
- Manuela de Sousa Rama
- Patrícia Correia Lopes
- Alberta Marques Fernandes
- Carlos Manuel Albuquerque (até 2010)

## Acessibilidades
Tal como os restantes noticiários generalistas da RTP1 (o Jornal da Tarde e o Telejornal), o Bom Dia Portugal possui legendagem automática, disponível através da página 885 do teletexto da RTP. Este serviço também pode ser acedido, através do mesmo serviço de teletexto, na RTP3.
Apenas o Bom Dia Portugal de fim de semana apresenta interpretação em língua gestual portuguesa na íntegra da sua emissão. Já o Bom Dia Portugal dos dias úteis disponibiliza esse serviço apenas na última hora de emissão (9h - 10h).

## Reconhecimentos
| Ano  | Prêmio            | Categoria                     | Indicado              | Resultado | Ref.  |
| ---- | ----------------- | ----------------------------- | --------------------- | --------- | ----- |
| 2011 | Troféus TV 7 Dias | Melhor Pivô Masculino         | João Tomé de Carvalho | Venceu    | [ 8 ] |
| 2018 | Troféus Impala    | Melhor Programa de Informação | Bom Dia Portugal      | Indicado  | [ 9 ] |

## Ligações Externas
- «Página oficial do Bom Dia Portugal»